# Île-aux-Moines
Île-aux-Moines (Enizenac'h trong tiếng Bretagne là một xã ở tỉnh Morbihan trong vùng Bretagne tây bắc Pháp. Xã này có diện tích 3,2 km², dân số năm 1999 là 610 người. Khu vực này có độ cao từ -1-31 mét trên mực nước biển.
Đây là đảo lớn nhất trong vịnh Morbihan. Đây là một trong hai xã đảo của vịnh này, đảo kia là Île-d'Arz.
Cư dân của Île-aux-Moines danh xưng trong tiếng Pháp là Ilois.